# Kissin' Cousins (canción)
"Kissin' Cousins" ("Primos besándose" a veces traducido como "primos queridos")  es una canción interpretada y grabada por Elvis Presley como parte de la banda sonora de la película homónima de 1964  Kissin' Cousins. La canción fue compuesta por Fred Wise, y Randy Starr. En la película existió una segunda canción titulada de la misma manera pero compuesta por Bill Giant, Bernie Baum y Florence Kaye completamente diferente a la primera, por lo cual fue editada en el álbum de la película con el título de "Kissin' Cousins N° 2" 

## Grabación
Elvis grabó la sesión en el mítico estudio B de la compañía RCA en Nashville, Tennessee, el 30 de septiembre de 1963. La canción canción principal, compuesta por Wise y Starr fue grabada por Elvis doblando su voz y usando en una de las tomas un acento excesivamente sureño, debido al rol que tenía su actuación en la película donde Elvis interpretaba a dos personajes diferentes que resultaban ser primos en la ficción, uno de ellos un hillbilly. El resultado final que se buscó era precisamente el de una canción que se oyera como si fuese cantada por dos personas diferentes. 
RCA editó un sencillo con el tema en cuestión en la cara A y It Hurts Me en la cara B. 
Kissin' Cousins entró en la lista del Billboard Hot 100 logrando la posición # 12 y también en el UK Singles Chart alcanzando una posición más elevada con el puesto # 10.   En el U.S. Cash Box Top 100  al igual que en Noruega, además del Reino Unido la canción logró alcanzar el Top 10. 

## Letra
La lírica hace referencia a un joven que tiene una prima distante con la cual mantiene una relación amorosa, planteando la posibilidad de que lo que hace especial a esa relación es precisamente que además son primos. We kiss all night I'll squeeze her tight But we're kissin' cousins, that's what makes it all right  
El contenido de la canción está en relación con los personajes interpretados por Elvis Presley e Yvonne Craig en la película Kissin' Cousins, los cuales son primos de tercera generación. 

## Músicos de la sesión
- Elvis Presley – voz
- The Jordanaires – coros
- Millie Kirkham, Dolores Edgin, Winnifred Brest – coros
- Boots Randolph, Bill Justis – saxofón
- Cecil Brower – violín
- Scotty Moore, Grady Martin – guitarra eléctrica
- Jerry Kennedy, Harold Bradley – guitarra eléctrica y banjo
- Floyd Cramer – piano
- Bob Moore – contrabajo
- D.J. Fontana, Buddy Harman – batería [7]

## Listas
| Listas (1964)                  | Posición alcanzada |
| ------------------------------ | ------------------ |
| Alemania                       | 27                 |
| Bélgica (Ultratop 50 Flanders) | 12                 |
| UK Singles Chart               | 10                 |
| U.S. Billboard Hot 100         | 12                 |
| U.S. Cash Box Top 100          | 10                 |
| Noruega (VG-lista)             | 6                  |